# Châteaubleau
Châteaubleau är en kommun i departementet Seine-et-Marne i regionen Île-de-France i norra Frankrike. Kommunen ligger i kantonen Nangis som tillhör arrondissementet Provins. År 2022 hade Châteaubleau 363 invånare.

## Befolkningsutveckling
Antalet invånare i kommunen Châteaubleau
| Referens: INSEE |